# Філадельфійський експеримент

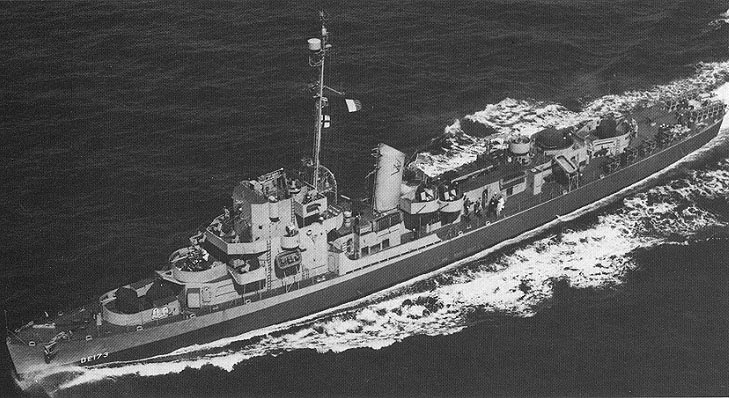
«Елдрідж». 1944 рік.

Філадельфійський експеримент (англ. Philadelphia Experiment) — гіпотетичний експеримент, який нібито відбувся 28 жовтня 1943 р. у Філадельфії.
За легендою, військове відомство США спробувало створити корабель, невидимий для радарів супротивника. Використовуючи розрахунки, зроблені Альбертом Ейнштейном, на есмінець «Елдрідж» встановили спеціальні генератори. Але під час випробування сталося непередбачене — корабель зник не лише з екранів радіолокаторів, але й матеріально. Через деякий час «Елдрідж» матеріалізувався в Норфолку, а потім повернувся до Філадельфії зі збожеволілим і знівеченим екіпажем на борту.
Проведення такого експерименту заперечується ВМС США. Підґрунтям для легенди могли слугувати викривлені відомості щодо реальних проєктів і технологій іншого спрямування.

## Зміст і варіанти легенди

### Проведення експерименту
Легенда стверджує, що в жовтні 1943 року на військово-морській верфі Філадельфії був проведений експеримент на борту міноносця ВМС США «Елдрідж» під номером DE-173. Експеримент нібито був проведений доктором Франкліном Рено як застосування єдиної теорії поля Альберта Ейнштейна. Експеримент продемонстрував успішний зв'язок між гравітацією та електромагнетизмом, зумовивши викривлення простору-часу.
Одного дня, яким часто вказується 28 жовтня 1943 року, на «Елдрідж», пришвартований у військово-морській верфі Філадельфії, встановили певний таємничий пристрій (іноді додається, що це були електричні котушки, створені Ніколою Теслою). Люди на сусідніх кораблях нібито бачили, як генератори «Елдріджа» почали гудіти, з корпуса виходило зелено-блакитне сяйво чи туман, і корабель раптом зник. Невдовзі корабель з'явився у верфі Норфолка, а потім опинився в Філадельфії знову на тому ж місці, звідки зник. Члени його екіпажу отримали травми від незначних до важких. Серед них називаються: нудота, дезорієнтація, божевілля, опіки третього ступеня та таємничі хвороби; частину людей буцімто знайшли злитим з частинами корабля, деякі з них були ще живі або безслідно зникли. Вцілілим членам екіпажу та свідкам стерли спогади за допомогою гіпнозу.
Існує також версія, що Філадельфійський експеримент був прикриттям для випробувань атомної зброї на військово-морській верфі Філадельфії. Таким чином фальшиві свідчення про фантастичні деталі експерименту слугують для дезінформації та приховування іншої події.

### Розкриття експерименту
У 1956 році Морріс Джессап, автор книги про НЛО, став отримувати листи від чоловіка, що представився як Карл Аллен і Карлос Альєнде. Той намагався переконати Джессапа припинити дослідження єдиної теорії поля Альберта Ейнштейна та розповів про наслідки її застосування на «Елдріджі». Аллен стверджував, що був свідком випробування, працюючи матросом на кораблі під назвою «Ендрю Фурусет». Коли Джессап спробував отримати більше інформації від Аллена, той не зміг надати жодних доказів своїх тверджень. Потім Джессапа викликали до Управління морських досліджень (ONR) ВМС США. В ONR отримали поштою копію книги Джессапа, на сторінках якої містилися рукописні примітки, написані трьома особами. В них ішлося, що дослідження Джессапа близькі до розуміння інопланетних технологій і непрямо згадувався Філедельфійський експеримент. Двоє офіцерів ONR надрукували копії книги Джессапа з примітками, що посилило віру в реальність Філадельфійського експерименту. Джессап впізнав, що почерк приміток належить Аллену.
Смерть Морріса Джессапа в квітні 1959 році стала приводом для домислів, що його вбили таємні урядові структури («Люди в чорному») задля приховування інформації про НЛО, Філадельфійський експеримент і Бермудський трикутник.
Серед гаданих свідків експерименту був Альфред Білек, який стверджував, що він один із моряків, які зникли під час телепортації «Елдріджа» та на 6 тижнів опинився в 2137 році, а потім у 2749, де пробув до 2751. Щоб повернутися, Білек залучив Джона фон Неймана, який начебто зміг вимкнути електромагнітне обладнання, яке все ще працювало на борту корабля, в 1983 році.

## Історія

### Морріс Джессап і Карлос Мігель Альєнде
У 1955 р. Морріс К. Джессап, продавець автозапчастин і астроном-любитель, опублікував книгу «Справа з НЛО» (англ. The Case for the UFO) про неопізнані літаючі об'єкти, що містила деякі теорії про різні засоби руху, які могли б використовувати апарати інопланетного походження блюдцеподібної форми. Джессуп припустив, що антигравітація чи маніпуляції з електромагнетизмом можуть бути ефективнішими за ракетні двигуни. Джессуп підкреслив перегляд «єдиної теорії поля» Альберта Ейнштейна матиме вирішальне значення в розвитку космічних апаратів майбутніх поколінь.
13 січня 1955 р. Джессуп отримав листи від людей, які назвали себе «Карлос Альєнде» та «Карл Мігель (іноді вказується Мередіт) Аллен». Там повідомлялося про свідчення експерименту з кораблем «Елдрідж», який зник, і його наслідки для екіпажу. Джессап не звернув великої уваги на листи, поки хтось із Управління військово-морських досліджень не надіслав йому примірник «Справи з НЛО» з «примітками, які, схоже, означали, що їхній автор мав глибокі знання про НЛО, їхні засоби руху, походження, теорію та історію». Джессап впізнав почерк приміток як почерк Альєнде. Всього ж примітки робили троє людей різними чорнилами.
Перший відомий лист, підписаний Алленом, попереджав Джессапа не досліджувати левітацію нерозпізнаних літаючих об'єктів. Аллен стверджував, що неопубліковані дослідження Альберта Ейнштейна небезпечні. Крім того, він стверджував, що вчений на ім'я Франклін Рено застосував їх на практиці на військово-морській верфі Філадельфії в жовтні 1943 року. За словами Аллена, він служив на кораблі «Ендрю Фурусет» і був свідком зникнення «Елдріджа» та незвичайних наслідків експерименту для екіпажу, включаючи божевілля та «замороження» на місці. На прохання Джессапа розповісти більше Аллен відповів, що його пам'ять треба «відновити». Альєнде писав, що про інцидент повідомляли у одній філадельфійській газеті, але її не вдалося розшукати.

### Управління військово-морських досліджень і Varo
У 1956 році примірник книги Аллена було анонімно надіслано в Управління військово-морських досліджень у Вашингтоні (ONR), округ Колумбія. Двоє офіцерів, призначених тоді до ONR, особисто зацікавилися книгою та показали її Джессапу. На її сторінках виявилися рукописні примітки.
Книгою зацікавилася також корпорація Varo, яка перевидала «Справу з НЛО», включивши примітки. Тираж, виконаний двома офіцерами, склав 127 примірників.

### Розвиток ідеї в книгах
У 1965 році була опублікована книга Вінсента Г. Геддіса «Невидимі горизонти: Справжні таємниці моря». На додаток до історій про зникаючі острови, літаки та кораблі, Геддіс навів основи легенди про Філадельфійський експеримент.
У 1979 році Вільям Мур видав книгу «Філадельфійський експеримент: проєкт „Невидимість“», де описав свідчення від людей, пов'язаних з експериментом, документи, та інші джерела інформації. Мур додав, що в 1951 році «Елдрідж» було продано Греції, при цьому маса корабля була суттєво менша через зняття частини обладнання. Мур пов'язав зникнення есмінця з явищами, що нібито відбуваються в Бермудському трикутнику. Автор консультувався з Чарльзом Берліцем, який видав у 1974 році книгу-бестселер «Бермудський трикутник», де намагався пояснити «таємничі зникнення» на тій території. В 1977 році Чарльз Берліц опублікував наступну книгу «Без сліду: нова інформація з Трикутника», що містила розділ про Філадельфійський експеримент.
Після смерті Морріса Джессапа в 1959 році, Грей Баркер, популяризатор легенди про «Людей у чорному», написав збірку «Дивна історія доктора М. К. Джессапа», котру він видав у 1963 році. Баркер приписав Джессапу ступінь доктора філософії. В 1971 він також видав книгу «Загадка М. К. Джессапа». Анна Лікінс Генслінгер у 1981 видала книгу «Вимір Джессопа», де стверджувала, що дізналася правду про його смерть від його привида. Ці книги сприяли поширенню припущень про те, що уряд убив або довів до самогубства Джессапа, щоб приховати правду, яку він знав.

### Зізнання про розіграш
У бюлетені «A.P.R.O.» (Aerial Phenomenon Research Organization) 1969 року Карл Аллен опублікував пояснення, згідно з яким його листи й нотатки до Морріса Джессапа були розіграшем. Його мотивацією було «заохочувати дослідження ONR і перешкоджати професору Моррісу К. Джессапу продовжувати дослідження, які, можливо, призведуть до реальних досліджень. Тоді я боявся невидимості та досліджень силового поля». Аллен справді служив на «Ендрю Фурусет» у 1943—1944 роках. Він покинув службу на флоті в 1952 році. Протягом багатьох років Карл використовував багато псевдонімів; Карл Мередіт Аллен і Карлос Мігель Альєнде, Карл Майкл Аллен, полковник Карл М. Аллен, Карл Крістофер Аллен, старший професор і полковник Карлос Мігель Крістоферо Альєнде, Карл Мердітт Алленштейн. У 1960-х роках з'явилося кілька Альєнде-самозванців, які пропонували купити в них відомості про Філадельфійський експеримент. Справжній Карл Аллен опублікував зізнання також через те, що не хотів або інші заробляли на його імені.
У 1980 році журналіст на ім'я Роберт Ґоерман з'ясував, що Карл Аллен — це реальна людина та взяв інтерв'ю у його родини. За словами Ґоермана, Аллен раніше мав психічне захворювання, яке й могло стояти за його діяльністю.

## Офіційні дані
Записи в Архівному відділі Командування військово-морської історії та спадщини не містять жодних документів, які підтверджували б реальність експерименту з телепортації корабля чи зацікавленість ВМС у ньому. З 27 серпня 1943 року до грудня 1943 року корабель «Елдрідж» перебував на верфі ВМС Нью-Йорка та в Лонг-Айленд-Саунді. З 18 вересня корабель перебував поблизу Бермудських островів, проходячи тренування та ходові випробування до 15 жовтня, після чого конвоєм повернувся до Нью-Йорка 18 жовтня. В гавані Нью-Йорка він стояв до 1 листопада, 2 листопада приплив до військово-морської бази в Норфолку. 3 листопада Елдрідж і конвой UGS-23 вирушили до Касабланки, куди прибули 22 листопада. До кінця грудня 1943 року «Елдрідж» не був у Філадельфії. Копія повного звіту про роботу «Елдріджа» під час Другої світової війни зберігається в Архівному відділу Командування військово-морської історії та спадщини на мікрофільмі NRS-1978-26. Оригінал зберігається в Національному архіві.
Корабель «Ендрю Фурусет», з якого начебто спостерігали експеримент, вийшов з Касабланки 19 вересня і прибув до мису Генрі 4 жовтня. «Ендрю Фурусет» покинув Норфолк з конвоєм UGS-22 25 жовтня і прибув до Орана 12 листопада. Корабель залишався в Середземному морі, доки не приплив з конвоєм GUS-25 на Гемптон-Роудс 17 січня 1944 року. «Елдрідж» і «Ендрю Фурусет» не були ні в Філадельфії, ні в Норфолку одночасно.
Філадельфійський експеримент також називають «Проєкт „Веселка“». В 1940-х роках кодова назва RAINBOW використовувалася для позначення осі Рим-Берлін-Токіо. Плани RAINBOW були військовими планами перемоги над Італією, Німеччиною та Японією.
Роз'яснення ONR припускає, що основою для історій про Філадельфійський експеримент послугували експерименти з розмагнічування, які робили корабель «невидимим» для магнітних мін. Протягом 1943—1944 років Альберт Ейнштейн був консультантом за сумісництвом у Бюро боєприпасів ВМС, проводячи теоретичні дослідження вибухівки та вибухів. Немає жодних ознак того, що Ейнштейн брав участь у дослідженнях, пов'язаних з невидимістю чи телепортацією.
Інше ймовірне походження легенди, включаючи деталі про левітацію, телепортацію та вплив на членів екіпажу, може полягати в експериментах із генераторною установкою есмінця USS «Тіммерманн». У 1950-х роках цей корабель був частиною експерименту з перевірки ефектів невеликого високочастотного генератора, який видавав 1000 Гц замість стандартних 400 Гц. Генератор високої частоти створював коронний розряд та інші добре відомі явища, пов'язані з генераторами високої частоти. Ніхто з екіпажу офіційно не постраждав від експерименту.

## Критика
Віцепрезидент Varo Джек Г. Сміт, за головування якого було перевидано «Справу з НЛО», пояснював, що в 1950-і тема НЛО була популярна і багато інженерів та вчених не знали як до неї ставитися. Копії книги Джессапа були зроблені на мімеографі і тираж коштував лише кілька сотень доларів. За визначенням Сміта, примітки не мали жодного наукового змісту. Пізніше він визнав помилкою видання книги з назвою Varo на обкладинці, бо це зумовило сприйняття Varo як дослідницької корпорації і нібито примітки мали якийсь істотний зміст.
У рецензії Ларрі Куше на книгу Вільяма Мура 1979 року зазначено, що критичний погляд автора чергується з безпідставними твердженнями. Міркування Мура виходять із того, що експеримент нібито справді відбувся, хоча він береться довести реальність події. Тобто, аргументи підганяються під результат. Є й інші хиби, як твердження, що з «Елдріджа» після продажу було знято 660 тонн електронного обладнання. Мур, однак, не припускає, що втрачену масу могли складати гармати чи інші машини. Чарльз Берліц, який був консультантом Мура, проявляв параною, описуючи «приховування правди», тоді як принаймні частина наведених свідчень напевне були вигадані ним. Люди, яких він цитує, не підтвердили, що коли-небудь спілкувалися з Берліцем. Історія про Філадельфійський експеримент, як писав Куше, «є частково хибним тлумаченням, частково обманом і частково шоубізнесом».
Згідно зі «Словником скептика», книга Мура є стилізованим під дослідження плагіатом художнього твору Джорджа Е. Бергера та Ніла Р. Сімпсона «Розріджене повітря», виданого роком раніше.

## У популярній культурі
В художній літературі тема Філадельфійського експерименту вперше використана в книзі «Розріджене повітря» (1978) Джорджа Е. Бергера та Ніла Р. Сімпсона. Потім про нього писали Шарлотта Банч в «Не тому місці в часі» (2012), Клайв Касслер у «Міражі» (2014), Джефф Сміт у «RASL» (2013), Дж. Ґ. Белл у «DE-173» (2016) та ін.
Експеримент слугує основою сюжету фантастичного фільму «Філадельфійський експеримент» (1984), що отримав продовження під назвою «Філадельфійський експеримент II» (1993), і телефільму «Філадельфійський експеримент» (2012).
Фантазії на тему Філадельфійського експерименту можна знайти в багатьох телесеріалах, у тому числі в епізоді т/с «Цілком таємно» під назвою «Точка спокою», де в експерименті використовувалися технології інопланетян. В серіалі «Локі» показано як «Елдрідж» перенісся в «кінець часу». Також згадується у т/с «Святилище», «Бермудський трикутник», в аудіодрамі про Доктора Хто «Макрос» і в епізоді відеогри Doctor Who: The Adventure Games «Тіні вашта нерада».
Експеримент знайшов висвітлення у кількох телешоу, присвячених паранормальним явищам і теоріям змови, в тому числі «Нез'ясовне», «Містичні історії», «Нерозгадані таємниці» і таке інше.
Посилання на легенду про «Елдрідж» містяться у таких відеоіграх, як Command & Conquer: Red Alert, VVVVVV, Rewrite, Assassin's Creed, Half-Life 2: Episode Two, Xenogears.